# Fair Oaks (Oklahoma)
Fair Oaks è un comune degli Stati Uniti d'America, situato nello Stato dell'Oklahoma, diviso tra la contea di Wagoner e la contea di Rogers.